# هوارد اچ. آیکن
هوارد اچ. آیکن (انگلیسی: Howard H. Aiken؛ زاده ۸ مارس ۱۹۰۰ – درگذشته ۱۴ مارس ۱۹۷۳) یک دانشمند در زمینه ریاضیات کاربردی و علوم رایانه اهل ایالات متحده آمریکا بود.